# Czas wewnątrzpochwowego opóźnienia wytrysku
Czas wewnątrzpochwowego opóźnienia wytrysku – IELT (ang. Intravaginal Ejaculation Latency Time), zwany też czasem latencji śródpochwowej, termin medyczny wprowadzony do użycia w 1994, umożliwiający zobiektywizowanie kryteriów przedwczesnego wytrysku.
IELT to czas od immisji (momentu wprowadzenia prącia do pochwy), do początku ejakulacji. W 2005 badanie (z użyciem stopera) przeprowadzone na zdrowych mężczyznach w stałych związkach wykazało, że mediana tego czasu wynosi 5,4 minuty (był on zależny od wieku mężczyzny). Według "The New Naked: The Ultimate Sex Education for Grown-Ups" czas przeciętnego stosunku to 7,3 min, a 43% stosunków kończy się przed upływem 2 minut.
IELT poniżej 15 sekund wskazuje na ciężką postać wytrysku przedwczesnego, czas od 15 sekund do 1 minuty na umiarkowaną, a od 1 do 2 minut za postać łagodną. IELT powyżej 2 minut nie jest traktowany jako patologiczny.
Funkcjonuje też szczegółowe nazewnictwo, które rozróżnia wytrysk przedwczesny i wytrysk zbyt wczesny. Wytrysk przedwczesny ma miejsce wtedy, gdy do ejakulacji dochodzi jeszcze przed wprowadzeniem członka do pochwy lub w okresie krótszym niż 15 sekund po wprowadzeniu członka do pochwy. Z kolei wytrysk zbyt wczesny ma miejsce po wprowadzeniu członka do pochwy, gdy stosunek trwa nie dłużej niż dwie minuty.
Oprócz obiektywnej oceny czasu trwania stosunku (IELT) stosuje się jednak także inne kryteria, służące zdiagnozowaniu przedwczesnego wytrysku. Należą do nich:
- czas wewnątrzpochwowego opóźnienia wytrysku (ang.: Intravaginal Ejaculatory Latency Time, IELT) krótszy niż dwie minuty
- chroniczna lub nawracająca ejakulacja (wytrysk) przy minimalnej stymulacji seksualnej lub krótko po penetracji oraz niezależnie od kontroli mężczyzny
- znaczny niepokój osobisty lub interpersonalny jako konsekwencja przedwczesnej ejakulacji
- słaba kontrola nad wytryskiem (ejakulacją)
- przedwczesne ejakulacje (wytryski) podczas większości stosunków seksualnych w czasie ostatnich 6 miesięcy.

Lekiem wskazanym do leczenia przedwczesnego wytrysku u mężczyzn w wieku w wieku od 18 do 64 lat, którzy spełniają wszystkie powyższe kryteria, jest dapoksetyna – krótkodziałający SSRI, który wydłuża czas opóźnienia wytrysku i poprawia odczuwaną kontrolę nad wytryskiem. Oprócz farmakoterapii stosuje się też psychoterapię, gdyż przedwczesny wytrysk ma często podłoże psychologiczne. Leczenie tej dysfunkcji odznacza się wysoką skutecznością, którą szacuje się na 90%.